# 地球生命力指数
地球生命力指数（ LPI ）是基于来自世界各地的脊椎动物物种种群趋势的全球生物多样性状况的指标。伦敦动物学会（ZSL）与世界自然基金会（WWF）合作管理该指数。
截至2018年，该指数是根据期刊研究，在线数据库和政府报告从统计学上创建的，共计16,704种群的4,005种哺乳动物，鸟类，爬行动物，两栖动物和鱼类 ，约占世界脊椎动物的6％。  截至2016年的图表显示，该指数代表20,811种群的4,811种物种。 所有指数均以物种丰富度加权，从而使陆地，海洋和淡水系统中物种丰富的分类组比物种较少的组具有更大的权重。

地球生命力指数 1970至2016年

## 结果
从1970年到2000年，被测物种的数量平均下降了38％。 在1970年至2012年之间，该指数下降了58％。这种全球趋势表明，自然生态系统的退化速度是人类历史上前所未有的。 截至2018年，脊椎动物的数量在过去44年中下降了60％。 自1970年以来，淡水物种减少了83％，南美和中美洲的热带种群减少了89％。 作者指出，“种群变化的平均趋势并非流失的动物总数的平均值。” 根据2020年的报告，根据4,000多个追踪的脊椎动物物种的种群规模，1970年至2016年期间脊椎动物的数量下降了68％。越来越多的森林砍伐和农业扩张被认为是主要驱动力，LPI下降幅度最大的94％发生在美洲的热带次区域。   

## 出版物
该指数是由在1997年最初开发的世界自然基金会（WWF）合作与世界保护监测中心（ UNEP-WCMC ），将生物多样性评估和政策实施胳膊联合国环境规划署。 世界自然基金会于1998年首次发布了该指数。 自2006年以来，伦敦动物协会（ZSL）与世界自然基金会合作管理该指数。 
结果每两年在世界自然基金会的《生命星球报告》和《千年生态系统评估》和《联合国全球生物多样性展望》等出版物中发表。现在正在编制国家和区域报告，以较小规模侧重于相关问题。最新版本的《生命星球报告》于2018年10月发布。 

## 媒体报道
《国家地理》杂志在2018年说，该报告被“广泛误解”，因为它暗示“在40年的时间里，我们损失了60％的所有动物”。 尽管他们说结果仍然是“灾难性的”，但他们解释说，由于该指数衡量的是生物多样性，因此它倾向于减少人口较少的物种的数量。同样， Ed Yong 在《大西洋》上写道，该报告“被误解了，尽管实际消息仍然严峻”。 